# Czubak afrykański
Czubak afrykański (Aviceda cuculoides) – gatunek ptaka drapieżnego z rodziny jastrzębiowatych (Accipitridae). Występuje w Afryce Subsaharyjskiej aż po RPA na południu.
PodgatunkiWyróżnia się trzy podgatunki A. cuculoides:
- A. c. cuculoides Swainson, 1837 – Senegal do południowo-zachodniej Etiopii i północnej Demokratycznej Republiki Konga
- A. c. batesi (Swann, 1920) – Sierra Leone do Ugandy i północnej Angoli
- A. c. verreauxii Lafresnaye, 1846 – wschodnia Angola do Ugandy i RPA

Ekologia i zachowaniePreferuje gęste obszary leśne. Porusza się za pomocą krótkich lotów pomiędzy drzewami. Poluje zazwyczaj na ziemi. Podstawę jego diety stanowią owady (szczególnie koniki polne), choć żywi się też małymi gryzoniami, wężami, jaszczurkami czy innymi ptakami. Okres gniazdowania trwa od września do lutego.
StatusMiędzynarodowa Unia Ochrony Przyrody (IUCN) uznaje czubaka afrykańskiego za gatunek najmniejszej troski (LC – Least Concern) nieprzerwanie od 1988 roku. Trend liczebności populacji uznaje się za stabilny.